# ليلة لا تنسى (كتاب)
لَيْلَةٌ لا تُنسى (بالإنجليزية: A Night to Remember)‏، هُوَ كِتابٌ غير روائيٍّ صَدَرَ عَامَ 1955م، وهو من تأليف الكاتب الأمريكي والتر لورد؛ حيث يُصَوِّرُ غرق آر إم إس تيتانيك في الخامس عشر من أبريل من عام 1912م. لاقى الكتاب نجاحاً كبيراً، ولا يزال يُعدُّ مصدراً أساسياً للمعلومات عن سفينة التيتانيك. أجرى والتر لورد مقابلاتٍ مع ثلاثٍ وستين ناجٍ من كارثة الغرق، بالإضافة إلى الكتب والمذكرات والمقالات التي كتبوها. وفي عام 1986م، قام لورد بتأليف كتاب جديد تابع للكتاب هذا بعنوان الليلة الحية (بالإنجليزية: The Night Lives On)‏، بعد أن عاد الاهتمام مجدداً بالقصة بعد أن اكتشف روبرت بالارد حطام سفينة التيتانيك. أُصدر الفيلم بالاعتماد على الكتاب وبنصيحة من لورد عام 1958م. عمل لورد أيضاً مستشاراً للمخرج السينمائي الكندي جيمس كاميرون بينما كان يصنع فيلمه تيتانيك في عام 1997م.

## تاريخ النشر

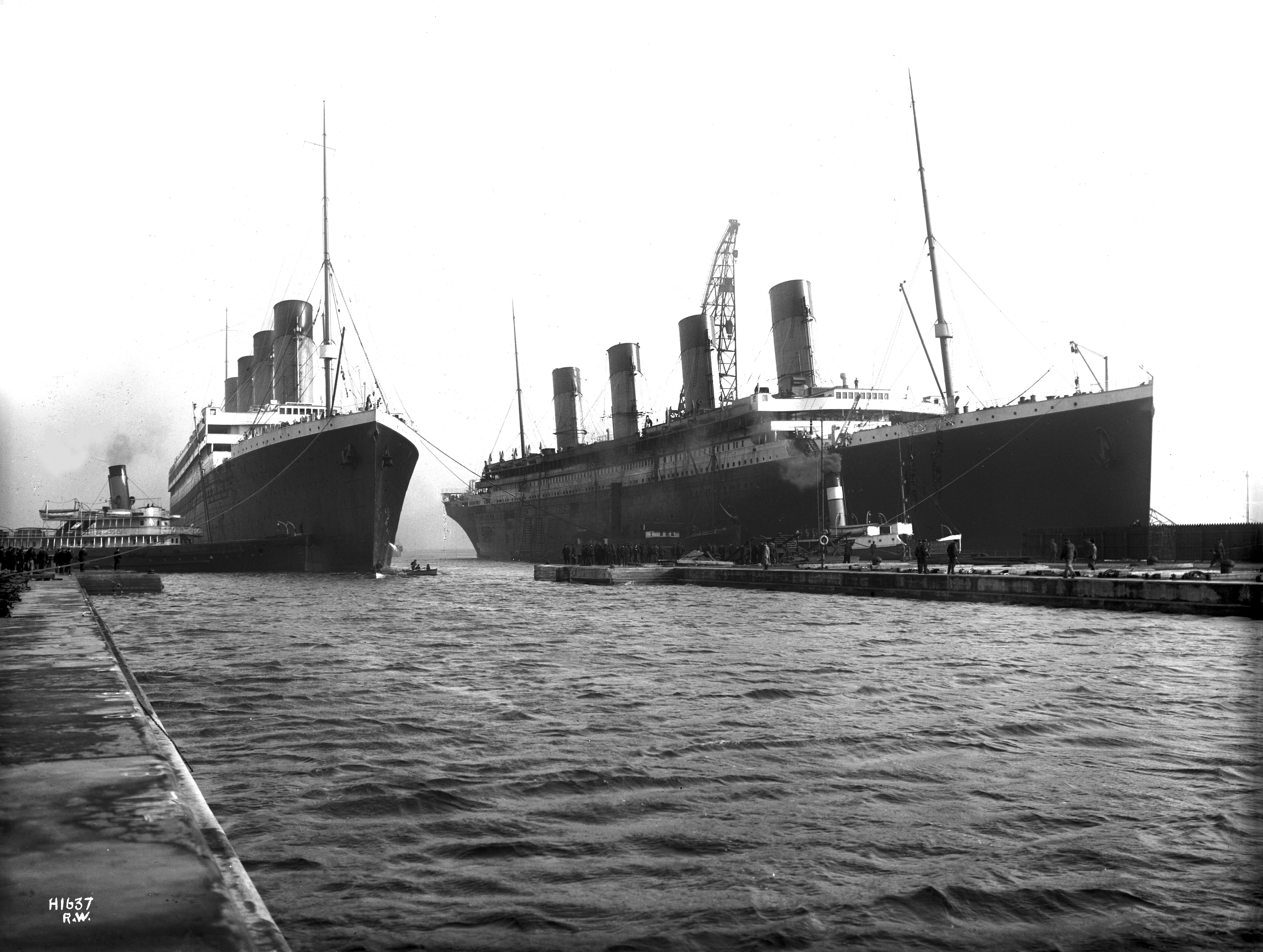
تيتانيك (يمينًا) وسفينتها الشقيقة أوليمپيك (يسارًا)، 2 مارس 1912.

سافر والتر لورد على متن السفينة الشقيقة لآر إس إم تيتانيك، وهي آر إم إس أوليمبيك عندما كان فتًى وكانت تلك التجربة قد بثت به سحراً وافتتاناً طول حياته بموضوع غرق السفينة. وعلى حد تعبيره لاحقاً، فقد قضى لورد وقته على متن أولمبيك يجوس في المكان متخيلاً أن شيئاً ضخماً يغرق. بدأ في القراءة عن تيتانيك كما رسمها وهو في سن العاشرة وقضى سنوات عديدةً في جمع تذكارات تيتانيك، مما تسبب في ملاحظة الناس لذلك الشيء. تخصص لورد في التاريخ في جامعة برينستون وتخرج في كلية الحقوق بجامعة ييل قبل انضمامه إلى وكالة الإعلان جاي والتر تومبسون ومقرها مدينة نيويورك.  في وقت فراغه، أجرى مقابلاتٍ مع ثلاثٍ وستين ناجٍ من الكارثة.
كان كتاب ليلة لا تُنسى هو كتاب لورد الثاني فقط ولكنه حقق رغم ذلك نجاحاً كبيراً، ويرجع الفضل في هذا، إلى حدٍّ كبيرٍ، إلى الحملة الإعلانية الجريئة التي قامت بها شركة آر آند دبليو هولت التي أطلقتها في نوفمبر 1955م. كما استفاد الكتاب بلا شكٍّ من شعبية فيلم تيتانيك الصادر عام 1953م والتغطية الأخرى للكارثة التي نشرت في نفس الوقت تقريباً. في غضون شهرين من نشره، بِيع من الكتاب 60,000 نسخةٍ وبقي مدرجاً في قائمة الكتب الأكثر مبيعاً لمدة ستة أشهرٍ. نشرت كل من جريدتي ليديز هوم جورنال وريدرز دايجست نسخةً مختصرةً عن الكتاب وتم اختيارها في يونيو 1956 من قبل نادي كتاب الشهر. نُشرت الطبعة الأولى من الكتاب بواسطة كتب بانتام في أكتوبر 1956م، وكان الغلاف ورقياً آنذاك.
منذ ذلك الحين لم ينفد الكتاب من الطباعة في أي وقت وتمت ترجمته إلى أكثر من اثنتي عشرة لغة. مكّن نجاح الكتاب من انتقال لورد من عالم الإعلان ليصبح كاتبًا متفرغًا. بعد اكتشاف حطام السفينة تايتانيك في العام 1985م أثار ذلك موجة جديدة من الاهتمام العام بالكارثة؛ حيث كتب والتر لورد كتاب متابعة بعنوان الليلة الحية (بالإنجليزية: The Night Lives On)‏. يعلق دانيال ألن بتلر على الكتاب الجديد آنذاك فيقول أنه «على الرغم من أنه كان ذو أهميةٍ كبيرة لهواة تايتانيك في جميع أنحاء العالم، إلا أنه كان يفتقر إلى شرارة الكتاب الأصيل»، الذي وصل بحلول عام 1998م إلى الطبعة الخمسين.
الجدير بالذكر، أن الكتاب كان قد تُرجم للعربية على يد المترجم حسين قباني. وبحسب الكاتب والتر رود، فإن مهمة الكتاب كانت تتلخص في البحث عن الناجين من الكارثة، وقد بدأ الكاتب بذلك عبر طلب مساعدة محرري الصحف في الولايات المتحدة وإنجلترا على السواء، على الرغم أن ميزانية الكتاب لم تكن تتجاوز 2500 دولار أمريكي كانت مقدمة من الجهة الناشرة للكتاب.

## التعليقات النقدية

والتر لورد، مؤلف كتاب ليلة لا تُنسى، عام 1958م.

تلقى الكتاب إشادةً واسعة النطاق من النقاد المعاصرين. وقد وصفته نيويورك تايمز بأنه «مذهلٌ... أحد أكثر الكتب إثارةً في هذا العام أو أي سنة أخرى». وأشادت مجلة ذا أتلانتيك مونثلي بالكتاب لقيام الكاتب «بعمل رائع في إعادة سرد القصص الإبداعية، مستوحياً ذلك من الكلمة الأولى إلى الأخيرة». وقالت مجلة إنتتينمنت ويكلي إنه «سلس وحاذق... من الواضح لماذا هذا هو الكتاب المقدس لأي باحثٍ عن تيتانيك»، بينما وصفته صحيفة يو إس إيه توداي بأنه «السرد الأكثر إثارةً للكارثة».
وفقاً للناقد في صحيفة نيويورك هيرالد تريبيون ستانلي ووكر، فإن سر نجاح لورد يكمن في أنه استخدم «نوعاً من الأدب التنقيطي؛ حيث كان ترتيب المتناقضات والحقائق والعاطفة في مثل هذا الأسلوب يعطي انطباعاً حقيقاً ينقل الحدث للقارئ». سلط ووكر الضوء على الطريقة التي تجنب بها لورد رواية القصة من خلال منظور الطبقة الاجتماعية، والتي كانت النمط المعتاد في الروايات السابقة، وبدلاً من ذلك صور لورد العنصر الإنساني في القصة بنجاحٍ من خلال إظهار كيف كان ردُّ فعل من كانوا على متن السفينة تجاه الكارثة مهما كانت طبقاتهم.

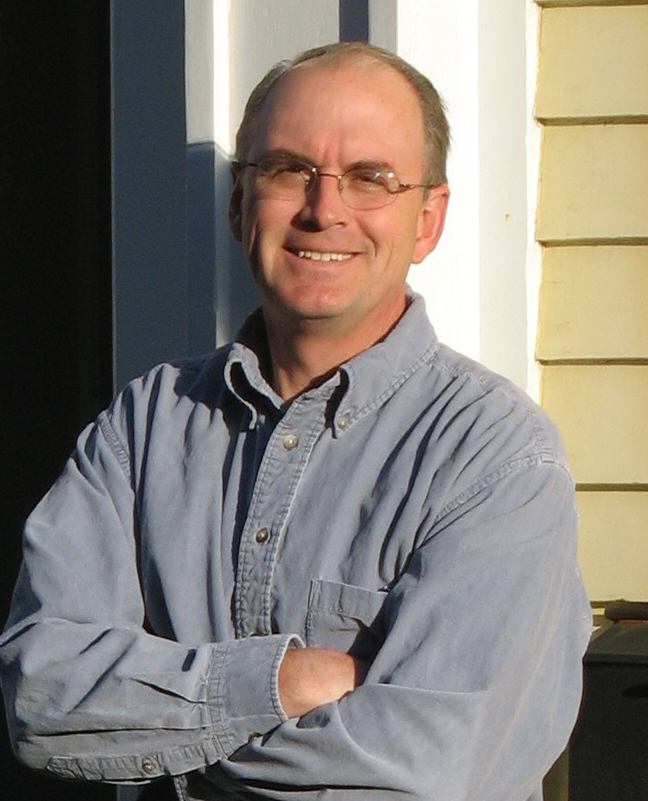
ناثانيل فيلبريك، كاتب مقدمة الطبعة الخمسين.

ستيفن بيل، وهو مؤرخٌ ثقافيٌّ أمريكيٌّ، لاحظ الطريقة الروائية التي يحكي بها لورد القصة. يصور الكتاب الأحداث من خلال أعين أفرادٍ متعددين، منتهكاً التسلسل الزمنيّ البسيط لتقديم سلسلةٍ متداخلةٍ من الروايات. يلاحظ ناثانيل فيلبريك، في مقدمة الطبعة السنوية الخمسين من كتاب ليلة لا تُنسى، أنه في وقت النشر كان أول كتابٍ مهمٍ عن تايتانيك منذ غرق السفينة قبل ما يقرب من أربعين عاماً قبل نشر الكتاب. يجادل قائلاً أن العلامات المميزة للكتاب هي ضبطه وإيجازه وسهولة قراءته، مما يقلل من المبالغات والجوانب الأسطورية للكارثة، ويضع بدلاً من ذلك في المقدمة قصص الناس على متن السفينة. يبني السردُ التشويقَ، ويجعل القارئ يهتم بالشخصيات ويعيد النظر في الكارثة من منظورهم. والكتاب يروي القصة بطريقةٍ مرئيةٍ سمعيةٍ للغاية، واصفاً المشاهد والأصوات ليلة الكارثة «بمباشرية بثٍّ إذاعيٍّ أو فيلم وثائقيٍّ تلفزي»، على حد تعبير بيل.
مِفتاح أسلوب لورد الناجح هو طريقته في تبني مقاربةٍ غير تقليديةٍ للتسلسل الزمني للحدث، مع الأخذ بالخيال في الزمان والمكان الخاصين بالحدث، حيث تثبت الساعات والدقائق مرونتهما للغاية، وتبدو السفينة في نفسها معقدةً للغاية بشكل لا نهائي، وفيها الكارثة تفترض النظام والوحدة من طريقٍ بعيدةٍ جداً. باختصارٍ، إنها «قصةٌ حداثيةٌ مبنيةٌ حول حدثٍ حداثيٍّ». سلط المراجعون الضوء على الطريقة التي صور بها لورد الجانب الإنسانيّ من قصة تيتانيك، والتي وصفتها صحيفة نيويورك تايمز بأنها «جوهر رواية السيد لورد، وتفسر سحرها وجاذبيتها بقوة آخر سقوطٍ أغرق السفينة نفسها». بينما تبرز «أعمال الشجاعة الأسطورية»؛ فإن الكتاب يدعو القارئ إلى وضع نفسه في مكان أولئك الذين كانوا على متن السفينة ويسأل ضمنياً كيف سيكون رد فعل القارئ لو كان في الموقف نفسه. كما قالت مجلة نيوزويك:«كيف سيكون وضعك على متن سفينةٍ غارقةٍ في المحيط؟»
أهمية كتاب لورد، بحسب بيل، هي أنه "أعطى الكارثة أكبر سرديةٍ لها منذ عام 1912 وجعلها تتحدث إلى جمهورٍ جماهيريٍّ حديثٍ ومجموعةٍ جديدةٍ من اهتمامات ما بعد الحرب. في إنشاء أسطورة تيتانيك كان هناك لحظتان: الأولى في 1912م، بالطبع، والثانية في 1955م". جدد لورد التفسير الشائع لكارثة تايتانيك من خلال تصويرها من منظورٍ تاريخيٍّ عالميٍّ على أنها نهايةٌ رمزيةٌ وواقعيةٌ لعصر، وبكونه حدث "يمثل نهاية شعورٍ عامٍ بالثقة". حلت حالة عدم اليقين محل النظام، وكان غرقُ السفينة يمثل بداية سلسلةٍ من خيبة الأمل التي لا تنتهي في القرن العشرين. وقبل التيتانيك، كان كل شيء هادئاً. وبعد ذلك، كان كل شيء مضطرباً". يلاحظ بيل أن موضوع لورد الأساسي هو انعكاس الحنين إلى "الغرائز النبيلة" المعروضة في الكارثة وما تلاها. كانت مثل هذه المثل العليا جذابة لمجتمع ما بعد الحرب الذي احتفل بدور الأسرة النووية والأدوار التقليدية للعائلة المعيلة والرباط المنزليّ.
ما أشار له والتر لورد بكونه عصراً من الثقة واليقين كان موضوعاً مهماً أيضاً في ذروة الحرب الباردة. علق عالم الاجتماع بجامعة كاليفورنيا فريد ديفيس أن الحنين «يزدهر... على التحولات القاسية الناجمة عن ظواهر مثل الحرب والاكتئاب والاضطرابات المدنية والكوارث الطبيعية الكارثية، باختصارٍ، تلك الأحداث التي تسببت في أن تشعر جماهير الناس بعدم الارتياح والتساؤل عما إذا كان العالم ووجودهم هو تماما ما كانوا دائماً يريدونها لتكون بذات الطريقة». والاضطراب وعدم اليقين في مطلع عصر الذرة وظهور تغيراتٍ اجتماعيةٍ عميقةٍ جعلت المفاهيم القديمة للأسرة النووية والأدوار التقليدية للجنسين، تنعكس في سلوك ركاب تيتانيك ويتردد صداها مع جمهور منتصف الخمسينات.
كانت الطبيعة التدريجية للكارثة أكثر راحةً، في بعض النواحي، مقارنةً بطبيعة الإخفاقات التكنولوجية الحديثة التي ينجم عنها كوارث مثل حوادث الطيران. مُراجع مجلة التايم وضح تلك النقطة: «هذا عصر الهواء؛ حيث يأتي الموت بسرعةٍ جداً للبطولة أو دون وجود أي ناجين لتسجيل ذلك، لا يزال من الممكن أن يكون عجيباً مقارنةً بعصرٍ ماضٍ عندما بدا أن ألف حالة وفاة في البحر أسوأ ما يعاني منه العالم». كانت، كما يعلق ستيفن بيل، «نوعاً من الكوارث الأكثر هدوءاً» حيث كان لدى الضحايا وقتٌ للاستعداد واختيار كيفية الموت.

## اقتباسات الكتاب التلفزيونية
حُوِّل الكتاب مرتين ليكون عملاً تلفزياً. عُرض الإنتاج الأول عرضاً مباشراً على الشاشة في 28 مارس 1956 بواسطة تلفاز هيئة الإذاعة الوطنية (NBC) وبرعاية كرافت فودس ليكون جزءاً من مسرح مرناة كرافت. وقد وصف العمل بأنه «أكبر وأبذخ وأغلى شيء من نوعه»، وقد بلغ العمل ذلك من خلال 31 مجموعة و107 ممثلين و72 مشهد ناطق، بالإضافة إلى 3000 قارورة من المياه وكلفتها 95000 دولار (875.465.1 دولار بأسعار اليوم). وقد قام جورج روي هيل بالإخراج بينما كان الراوي كلود راينز؛ وهي ممارسةٌ مستعارةٌ من الأعمال الدرامية الإذاعية التي قدمت نموذجاً للعديد من الأعمال الدرامية التلفزية في ذلك الوقت. وقد اتُُّبِعَ في هذا النهج نهجًا مشابهًا للكتاب، حيث افتقر إلى الشخصيات المهيمنة وكان من سماته الانتقال بين عدد كبير من المشاهد. واستُخدِم سرد راينز للأحداث «لوصل العدد غير المحدود تقريباً من متواليات الحياة على متن السفينة المنكوبة»، على حد تعبير أحد المراجعين، واختتم بقوله أنه «لم يكن أبداً هناك رجل واثق تماماً مجددا. عصرٌ جاءت نهايته».  حقق الإنتاج نجاحاً كبيراً، حيث جذب 28 مليون مشاهدِ، مما عزز مبيعات الكتاب إلى حد كبير. أُعيد بثُّ العرض مجددا بواسطة شريط سينمائي في 2 مايو 1956، بعد خمسة أسابيعِ من بثِّه الأول.

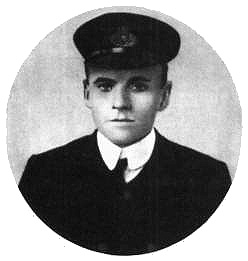
تشارلز لايتولر وكيل ربان تيتانيك والذي جُسدت قصته في الفيلم عام 1958م.

أمّا الاقتباس الثاني للكتاب في الدراما فكان هو فيلم الدراما البريطاني لعام 1958  ليلة لا تُنسى من بطولة كينيث مور، والذي ما زال يعتبر على نطاقٍ واسعٍ «الحكاية السينمائية النهائية للقصة». جاء الفيلم بعد أن حصل مخرج الفيلم وارد وارد بيكر، ومنتجه وليام ماكويتي المولود في بلفاست، على نسخٍ من الكتاب؛ حيث حصل بيكر على الكتاب من مكتبة الكتب المفضلة له بينما حصل عليه ماكويتي من زوجته، وقرر الحصول على حقوق الفيلم. كان ماكويتي قد شهد بالفعل إطلاق رحلة تيتانيك في 31 مايو 1911 ولم يزل يتذكر هذه المناسبة بوضوح طول حياته. التقى ماكويتي لوردَ وجلبه لفريق الإنتاج مستشاراً. يختلف الفيلم عن كلِّ من الكتاب والعرض الأول بواسطة إن بي سي، وذلك في التركيز على شخصيةٍ مركزيةٍ، وهو وكيل الربان تشارلز لايتولر، الذي يؤدي كينيث مور دوره. يعكس مشهد نهاية الفيلم فلسفة لورد التاريخية العالمية وهي أن «العالم تغير إلى الأبد» مع محادثةٍ خياليةٍ بين اثنين من الناجين، وهما لايتولر والعقيد أرشيبالد غراسي، جالسين على قارب نجاةٍ مقلوبٍ. يعلن لايتولر أن الكارثة «مختلفة... لأننا كنا متأكدين للغاية. لأنه على الرغم من حدوثها، إلا أنها لا تزال غير معقولةٍ. لا أعتقد أنني سأشعر بالثقة مرة أخرى حول أي شيءٍ». ورغم التغطية الجيدة للفيلم في الولايات المتحدة الأمريكية إلا أن الفيلم لم يحظ بالتوزيع الجيد فيها كون الفيلم بريطاني ومصور في بريطانيا وهو ما جعله منتقد.
والفيلم البريطاني هذا يعد أول فيلم بريطاني يجسد حادث تيتانيك. وقد نُظر للفيلم على أنه فيلم شبه وثائقي، حتى أن المنتج نفسه وصفه بذلك، حيث كان الفيلم من الأفلام الواقعية. ومقارنة بالأفلام البريطانية في ذلك الوقت، فقد كانت ميزانية الفيلم مرتفعة جدا إذ بلغت 600,000 جنيه استرليني.

## مجموعة لورد
بعد وفاة لورد في عام 2002 م، نُقِلت إلى المتحف البحري الوطني في غرينيتش في إنجلترا مجموعةٌ ضخمةٌ من المخطوطات والرسائل الأصلية وتذكارات التايتانيك التي جمعها والتر لورد خلال حياته وكان قد استخدمها لتصنيف كتابه ليلة لا تُنسى؛ حيث كان لورد قد قدَّمها هو بنفسه للمتحف. كما تبرع ماكويتي بعناصر من مجموعته الخاصة من المواد المتعلقة بالفيلم. تُعرض عناصر من تلك المجموعة في المَتحف ويمكن الوصول إليها من قبل الباحثين.

## قائمة المصادر
- Anderson، D. Brian (2005). The Titanic in Print and on Screen. Jefferson, NC: McFarland & Company. ISBN:0-7864-1786-2.
- Biel، Steven (1996). Down with the Old Canoe. London: W.W. Norton & Company. ISBN:0-393-03965-X.
- Butler، Daniel Allen (1998). Unsinkable: The Full Story of the RMS Titanic. Mechanicsburg, PA: Stackpole Books. ISBN:978-0-8117-1814-1. مؤرشف من الأصل في 2020-03-13.
- Davis، Fred (1979). Yearning for Yesterday: A Sociology of Nostalgia. New York: Free Press.
- Heyer، Paul (2012). Titanic Century: Media, Myth, and the Making of a Cultural Icon. Santa Barbara, CA: ABC-CLIO. ISBN:978-0-313-39815-5.
- Mayer، Geoff (2004). Roy Ward Baker. Manchester University Press. ISBN:978-0-7190-6354-1.
- Rasor، Eugene L. (2001). The Titanic: Historiography and Annotated Bibliography. Westport, CT: Greenwood Publishing Group. ISBN:978-0-313-31215-1.
- Welshman، John (2012). Titanic: The Last Night of a Small Town. Oxford: Oxford University Press. ISBN:978-0-19-161173-5.
- "National Maritime Museum receives historic Titanic archive: the Lord-Macquitty Collection". National Maritime Museum. 7 أبريل 2003. مؤرشف من الأصل في 2012-04-14. اطلع عليه بتاريخ 2012-04-06.